# Собатин
Собатин (укр. Собатин) — село в Иршавской общине Хустского района Закарпатской области Украины.
Население по переписи 2001 года составляло 799 человек. Почтовый индекс — 90100. Телефонный код — 3144. Занимает площадь 900 км².